# Kẻ hủy diệt 3: Kỷ nguyên người máy
Kẻ hủy diệt 3: Sự trỗi dậy của máy móc  (tiếng Anh: Terminator 3: Rise of the Machines,viết tắt là T3), là một bộ phim điện ảnh thuộc thể loại khoa học viễn tưởng được đạo diễn bởi Jonathan Mostow,ra mắt khán giả vào năm 2003.Bộ phim có sự góp mặt của các diễn viên như: Arnold Schwarzenegger, Nick Stahl, Claire Danes,Kristanna Loken...Đây là phần tiếp theo thứ  ba của bộ phim Kẻ hủy diệt (1984). Phim được Warner Bros phát hành tại Mỹ vào ngày 2 tháng 7 năm 2003 sau khi hai hãng phim sản xuất hai phần trước (Orion Pictures và Carolco Pictures) phá sản.
Sau thất bại trong việc giết Sarah Connor và con trai cô, Skynet gửi ngược trở về quá khứ một Kẻ hủy diệt khác, T-X,trong nỗ lực cuối cùng là tiêu diệt thật nhiều các tướng lĩnh trong Quân kháng chiến,vì không thể dò theo dấu vết của Connor.Trong số đó có cả vợ tương lai của John Connor.

## Nội dung
Năm 2004, gần mười năm sau khi Kẻ hủy diệt T-800 giúp John Connor phá hủy công trình nghiên cứu về Skynet, cứu nhân loại khỏi thảm họa "Ngày phán xét". John tưởng ra mọi chuyện đã hết vì thế cuộc đời anh đã thay đổi. Rồi vào năm 2004, lúc này mẹ John là Sarah Connor qua đời, anh đã đi vào còn đường lang bạt vô gia cư.
Sau nhiều lần thất bại, lần này, Skynet gửi về một người máy mới dưới hình thức một cô gái xinh đẹp - Terminatrix, được gọi tắt là T-X, do Kristanna Loken thủ vai. T-X lần này có nhiệm vụ thủ tiêu cả John Connor (Nick Stahl thủ vai) và vợ tương lai của anh là Katherine Brewster (Claire Danes đóng) vì con của họ cũng là người chiếm vị trí quan trọng trong cuộc kháng chiến chống người máy. Phe kháng chiến gửi về người máy Kẻ Hủy Diệt 3 loại T-850 số hiệu CSM-101 (vẫn do Arnold Schwarzenegger đóng). Kẻ Hủy Diệt này đã tiết lộ cho John biết trong tương lai John sẽ bị chính nó giết chết, sau đó nó bị bắt và vợ anh đã cài đặt lại chương trình để gửi nó về bảo vệ anh trong quá khứ. T-850 còn nói rằng dù đã ngăn chặn và phá hủy công trình nghiên cứu Skynet (trong phần hai), nhưng việc đó chỉ làm chậm lại việc phát minh ra Skynet và ngày phán xét là không thể tránh khỏi.
Họ phát hiện ra Skynet đang có kế hoạch tiếp cận hệ thống máy tính của quân đội Mỹ. Họ cố gắng cảnh báo cho mọi người, bao gồm cả cha Kate là một vị tướng của lực lượng quân đội Mỹ về nguy cơ Skynet chiếm lĩnh quyền kiểm soát toàn hệ thống này. Khi họ tới nơi thì quá trễ, cha của Kate đã bấm nút cho Skynet nắm quyền vì nhiều hệ thống dân sự đã bị mất liên lạc (thực chất là do bị Skynet hack), bản thân ông bị T-X bắn trọng thương. Điều đó nghĩa là ngày phán xét sẽ diễn ra và cuộc chiến vì sự sinh tồn của loài người với bọn robot hủy diệt thế giới cũng chính thức bắt đầu. Trước khi trút hơi thở cuối cùng, ông khuyên John và Kate tới ngọn núi Sierra Nevada. Trên đường tới đây, kẻ hủy diệt T-X cũng kịp đuổi theo và Kẻ Hủy Diệt T-850 đã chiến đấu để bảo vệ John và Kate, cuối cùng chết chung cùng với T-X.
Khi vào trong, tưởng như có thể tắt được Skynet thì họ phát hiện đây thực ra chỉ là nơi trú ẩn, còn Skynet thì không thể tắt được nữa. Skynet đã trở thành mạng lưới toàn cầu và tự nhận thức được, các quả bom hạt nhân được nó ra lệnh phóng đi và sinh mạng của ba tỉ người đã được phán xét. Lúc này họ mới nhận ra lời cảnh báo của Kẻ Hủy Diệt là đúng, tất cả người còn sống sót sẽ trở thành quân kháng chiến và phải nỗ lực chiến đấu với binh đoàn người máy của Skynet để kết thúc kỉ nguyên đen tối này.

## Phát hành DVD
Tại Việt Nam, DVD T3 được phát hành bởi công ty Bách Việt ngày ngày 15 tháng 5 năm 2008. Đĩa có định dạng DVD-5, phim được phụ đề tiếng Anh và tiếng Việt nhưng tỉ lệ khung hình chỉ là 4:3 (tỉ lệ khung hình của bản phim rạp là 2.35:1) và không có nội dung hậu trường.